# Anaïs Mitchell (álbum)
Anaïs Mitchell es el séptimo álbum de estudio de la cantante estadounidense Anaïs Mitchell, publicado el 28 de enero de 2022 por BMG Rights Management. El álbum presenta contribuciones musicales de Michael Lewis, J.T Bates, Thomas Bartlett, Aaron Dessner y Nico Muhly.

## Promoción
«Bright Star» fue publicado como el sencillo principal del álbum el 28 de octubre de 2021. Es una canción de indie folk sobre “mirar hacia atrás en años de búsqueda incansable y hacer las paces con la fuente de ese anhelo”. La canción tuvo repercusiones en las radios alternativas para adultos el 10 de enero de 2022.
La canción de apertura, «Brooklyn Bridge», fue publicada como el segundo sencillo del álbum el 2 de diciembre de 2021. Sobre la canción, Mitchell dijo: “Al haber dejado Nueva York, pude ser capaz de escribirle una carta de amor de una manera que nunca pude cuando vivía allí. Era como, al diablo. Así es como me siento. No hay nada más hermoso que cabalgar sobre uno de los puentes de Nueva York por la noche junto a alguien que te inspira”.
«On Your Way (Felix Song)» fue publicada como el tercer y último sencillo del álbum el 12 de enero de 2022. Dedicada al difunto Felix McTeigue, Mitchell dijo de él: “Tuvimos brevemente el mismo mánager en nuestros primeros días apresurados de tratar de conseguir una carrera como compositor en marcha. Puedo imaginarnos tocando en The Living Room, y yo siendo una de las cinco personas en la audiencia de Félix, y viceversa. Félix era realmente intrépido y presente, él siempre tenía una guitarra en su espalda, él siempre estaba escribiendo algo, le encantaba el acto de apresurarse a escribir, grabar, sin pensar demasiado”.

### Gira
Mitchell realizará una gira para el álbum en los Estados Unidos y Europa en 2022, con su banda Bonny Light Horseman uniéndose a ella para algunas fechas estadounidenses.

## Lista de canciones
| Lista de canciones de Anaïs Mitchell |                            |          |  |
| N.º                                  | Título                     | Duración |  |
| 1.                                   | «Brooklyn Bridge»          | 4:18     |  |
| 2.                                   | «Bright Star»              | 3:10     |  |
| 3.                                   | «Revenant»                 | 3:30     |  |
| 4.                                   | «On Your Way (Felix Song)» | 2:53     |  |
| 5.                                   | «Real World»               | 1:49     |  |
| 6.                                   | «Backroads»                | 3:26     |  |
| 7.                                   | «Little Big Girl»          | 3:18     |  |
| 8.                                   | «Now You Know»             | 3:14     |  |
| 9.                                   | «The Words»                | 3:11     |  |
| 10.                                  | «Watershed»                | 3:14     |  |

## Créditos
- Anaïs Mitchell – voz principal y coros, guitarra acústica
- Josh Kaufman – órgano, mandolina, guitarras, bajo eléctrico, piano, sintetizador, armónica, armonio
- Thomas Bartlett – sintetizador, piano, Wurlitzer, piano Rhodes, Mellotron
- JT Bates – batería, percusión
- Michael Lewis – saxofón, bajo eléctrico, clarinete, sintetizador
- Aaron Dessner – guitarras
- Nathan Schram – violín
- Nadia Sirota – viola
- Alex Sopp – flauta

## Posicionamiento
| Gráfica (2022)                      | Pico de posición |
| ----------------------------------- | ---------------- |
| Escocia (Scottish Albums Chart)     | 37               |
| Reino Unido (UK Digital Albums)     | 30               |
| Reino Unido (UK Independent Albums) | 10               |